# Епархия Пальмиры

Герб епархии Пальмиры

Епархия Пальмиры (лат. Dioecesis Palmirana) — епархия Римско-Католической церкви с центром в городе Пальмира, Колумбия. Епархия Пальмиры входит в митрополию Кали. Кафедральным собором епархии Пальмиры является церковь Пресвятой Девы Марии Розария.

## История
17 декабря 1952 года Римский папа Пий XII издал буллу «Romanorum partes», которой учредил епархию Пальмиры, выделив её из епархии Кали и архиепархии Попаяна.
20 июня 1964 года епархия Попаяна вошла в митрополию Кали.
29 июня 1969 года епархия Пальмиры передала часть своей территории для образования новой епархии Буги.

## Ординарии епархии
- епископ Jesús Antonio Castro Becerra (18.12.1952 — 20.08.1983);
- епископ José Mario Escobar Serna (20.08.1983 — 13.10.2000);
- епископ Orlando Antonio Corrales García (9.04.2001 — 12.01.2007) — назначен архиепископом Санта-Фе-де-Антиокии;
- епископ Abraham Escudero Montoya (2.02.2007 — 6.11.2009);
- епископ Edgar de Jesús García Gil (24.05.2010 — по настоящее время).

## Источник
- Annuario Pontificio, Libreria Editrice Vaticana, Città del Vaticano, 2003, ISBN 88-209-7422-3
- Булла Romanorum partes, AAS 45 (1953), стр. 385  (лат.)